# 열혈남고
《열혈남고》(중국어: 青禾男高)는 2017년 중국의 청춘 영화이다. 장줘위안 감독의 작품이며 징톈, 어우하오, 구로키 메이사, 하야시 겐토가 출연했다. 1930년대의 만주국 남학교를 배경으로 한 남학교 학생들의 이야기이다.

## 출연진
- 징톈
- 어우하오
- 구로키 메이사
- 하야시 켄토
- 나카지마 히로키